# Île Lambay
L'île Lambay (en irlandais : Reachra), est une île de 2,5 km2 située en Irlande, dans le comté de Fingal, en face de Portrane, au nord-ouest de Dublin, en mer d'Irlande.

## Histoire
Connue de Ptolémée sous le nom de Limni, elle présente des tombes datant de l'âge du bronze et de l'époque romaine. Ces dernières sont peut-être un témoignage de la fuite de Venutius chassé du trône des Brigantes en 71 par le gouverneur Cerialis, ou de la conquête conduite en 76 par le roi Túathal, ou bien encore de l'expédition armée, selon Tacite, en 81 par le général Agricola. En 530, selon son hagiographie, Saint Colomba établit dans l'île un monastère, détruit en 795 par le premier raid viking en Irlande. Propriété de l'archevêque de Dublin à partir de 1181, elle est dès lors louée à de riches propriétaires pour l'estive des moutons. En 1691, durant la conquête willamite, elle sert de camp d'internement à plus d'un millier de jacobites faits prisonniers à la bataille d'Aughrim. C'est aujourd'hui une propriété privée de la famille Baring.
Échappés d'un enclos, des wallabys forment une colonie sur l'île depuis août 2022.

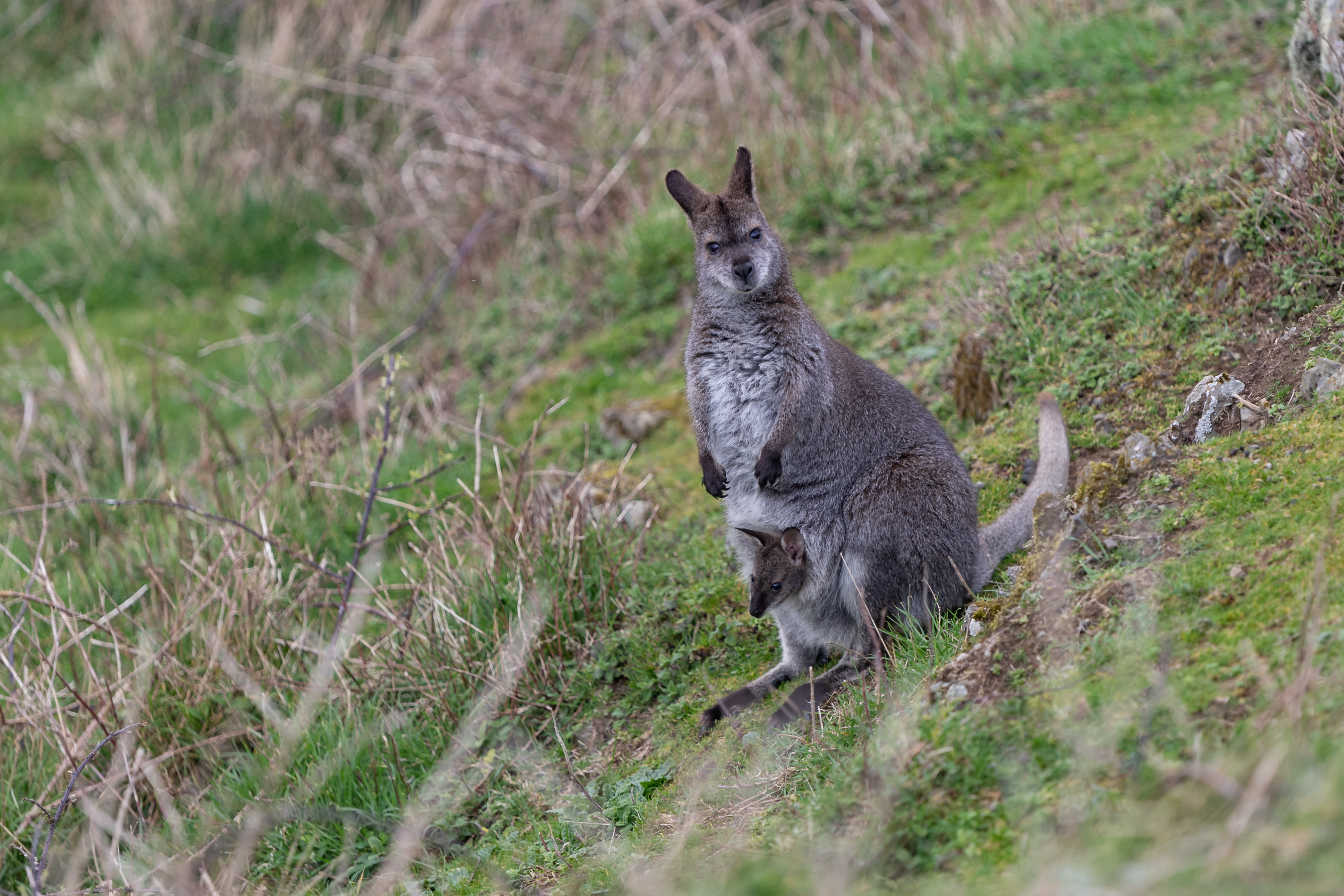
Wallaby sur l'île.

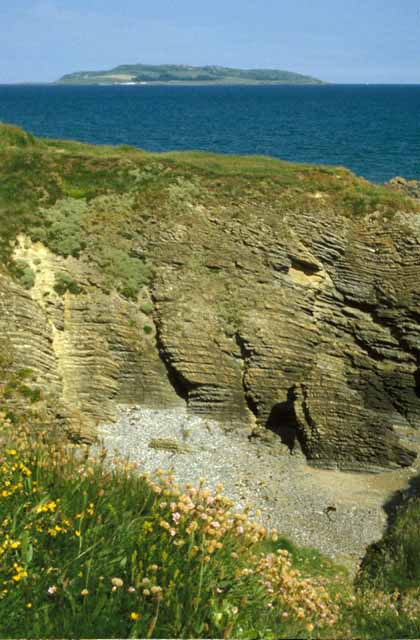
A l'horizon, l'île Lambay vue de la côte. Elle culmine à 127 mètres.